# Heteromys gaumeri
Heteromys gaumeri е вид бозайник от семейство Торбести скокливци (Heteromyidae).

## Разпространение
Видът е разпространен в Белиз, Гватемала и Мексико.